# Тимохин, Иван Георгиевич
Иван Георгиевич Тимохин — советский хозяйственный, государственный и политический деятель.

## Биография
Родился в 1927 году в селе Шарлино. Член КПСС.
Выпускник Московского энергетического института, офицер Советской Армии, помощник военпреда автоагрегатного завода, преподаватель в Красноярской школе младших командиров военной авиации. С 1957 года — на хозяйственной, общественной и политической работе. В 1957—1993 гг. — инженер, начальник цеха, главный инженер Брянского машиностроительного завода им. Красного Профинтерна, директор Орловского завода приборов, председатель Орловского горисполкома, директор завода «Прогресс», председатель Союза производственных кооперативов Орловской области, руководитель Орловского филиала Российского товарищества малых городов и сел.
Делегат XXIV съезда КПСС.
Почетный гражданин города Орла (1996)
Умер в Орле в 2015 году.